# Action/RPG
Action-RPG, ролева́я игра в жанре «экшн» или ролево́й экшн (англ. action role-playing game, action RPG, ARPG) — поджанр компьютерных игр, в котором объединяются ключевые элементы жанров экшн и ролевых игр.

## История
Одной из первых ролевых игр в экшн-антураже стала ролевая игра Dungeons of Daggorath, выпущенная в 1982 году для домашних компьютеров TRS-80 Color Computer. Её главный герой от первого лица и в реальном времени исследует подземелья, при этом игрок направляет его посредством ввода на клавиатуре соответствующих команд — чем быстрее игрок набирает команды, тем успешнее герой преодолевает препятствия и справляется с противниками, которые в свою очередь двигаются независимо от действия или бездействия играющего.
Важную роль в развитии жанра сыграла японская компания Nihon Falcom, выпустившая в середине 1980-х годов такие игры как Dragon Slayer и Dragon Slayer II: Xanadu — они обладали хорошо проработанными сюжетом и квестами, но в отличие от остальных ролевых игр тех времён герой не ждал своего хода или очереди, чтобы нанести удар, а бил мгновенно при нажатии кнопки удара. В 1987 году компания запустила серию Ys, за пределами Японии эти игры не пользовались большим спросом, но на родине были весьма популярны и заложили, таким образом, основы жанра. Существенное влияние на становление экшн-РПГ оказала знаменитая The Legend of Zelda, хотя сама и не относилась к жанру, поскольку в ней отсутствовали некоторые важные ролевые элементы, в частности накопление очков опыта и повышение уровня. В 1990 году появились Crystalis для Nintendo Entertainment System и Golden Axe Warrior для Sega Master System. Внешне похожие на «Зельду», они сделали большой шаг в сторону РПГ, появились очки опыта, зависящая от характеристик экипировка и возможность использовать заклинания.
Развивались также и игры с видом от первого лица, наиболее яркие представители: Dungeon Master, Eye of the Beholder, Black Crypt и революционная Ultima Underworld: The Stygian Abyss. Одним из известнейших разработчиков в этой области стал Уоррен Спектор, в своих работах он объединял с ролевыми играми элементы шутеров — System Shock, Deus Ex. Позже были изданы такие экшн-РПГ как Shadowcaster, Vampire: The Masquerade — Bloodlines.